# Emmett Tompkins

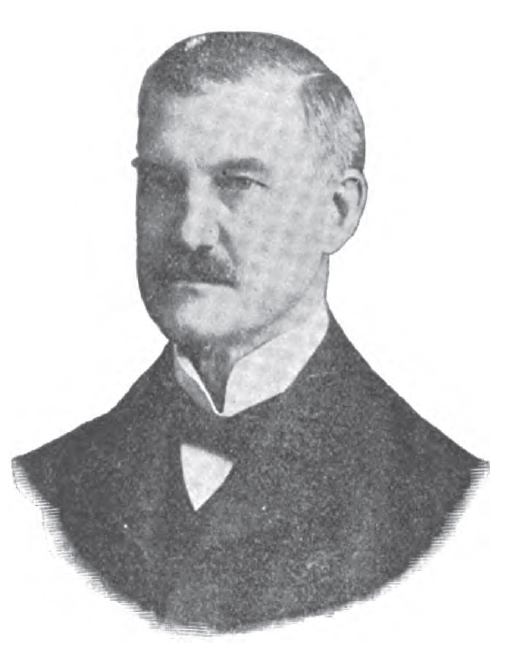
Emmett Tompkins

Emmett Tompkins (* 1. September 1853 in McConnelsville, Ohio; † 18. Dezember 1917 in Columbus, Ohio) war ein US-amerikanischer Politiker. Zwischen 1901 und 1903 vertrat er den Bundesstaat Ohio im US-Repräsentantenhaus.

## Werdegang
Emmett Tompkins war der Sohn des Kongressabgeordneten Cydnor B. Tompkins (1810–1862). Im Jahr 1865 kam er in das Athens County. Er besuchte die öffentlichen Schulen seiner jeweiligen Heimat und danach die Ohio University in Athens. Nach einem anschließenden Jurastudium und seiner 1875 erfolgten Zulassung als Rechtsanwalt begann er in Athens in diesem Beruf zu arbeiten. Zwischen 1876 und 1877 fungierte er als juristischer Vertreter dieser Stadt; im Jahr 1879 war er Staatsanwalt im Athens County. Politisch schloss er sich der Republikanischen Partei an. Von 1877 bis 1879 war er Bürgermeister der Stadt Athens und von 1886 bis 1890 saß er als Abgeordneter im Repräsentantenhaus von Ohio. In den Jahren 1879, 1881 und 1883 nahm er als Delegierter an den regionalen Parteitagen in Ohio teil. Ab 1889 lebte er in Columbus.
Bei den Kongresswahlen des Jahres 1900 wurde Tompkins im zwölften Wahlbezirk von Ohio in das US-Repräsentantenhaus in Washington, D.C. gewählt, wo er am 4. März 1901 die Nachfolge des Demokraten John J. Lentz antrat. Bis zum 3. März 1903 konnte er eine Legislaturperiode im Kongress absolvieren. Nach dem Ende seiner Zeit im US-Repräsentantenhaus praktizierte Tompkins wieder als Anwalt. Ab 1908 war er Kurator der Ohio University. Er starb am 18. Dezember 1917 in Columbus.